# Бетсі Армстронг
Елізабет «Бетсі» Армстронг  (англ. Elizabeth Anne "Betsey" Armstrong; нар. 31 січня 1983) — американська ватерполістка, воротар, олімпійська чемпіонка та медалістка, дворазова чемпіонка світу, дворазова чемпіонка Панамериканських ігор.

## Виступи на Олімпіадах
| Олімпіада   | Дисципліна | Місце |
| ----------- | ---------- | ----- |
| Пекін 2008  | водне поло | 2     |
| Лондон 2012 | водне поло | 1     |